# Beffroi de Sommières
Le beffroi de Sommières est une tour fortifiée située à Sommières dans le département français du Gard  en région Occitanie.

## Localisation
Le beffroi, ou Tour de l'Horloge, se dresse à côté de l'hôtel de ville et face au pont romain qui enjambe le Vidourle, à l'ouest de la vieille ville, à l'intersection du quai Frédéric-Gaussorgues, du quai Cléon-Griolet et de la rue Marx-Dormoy. 

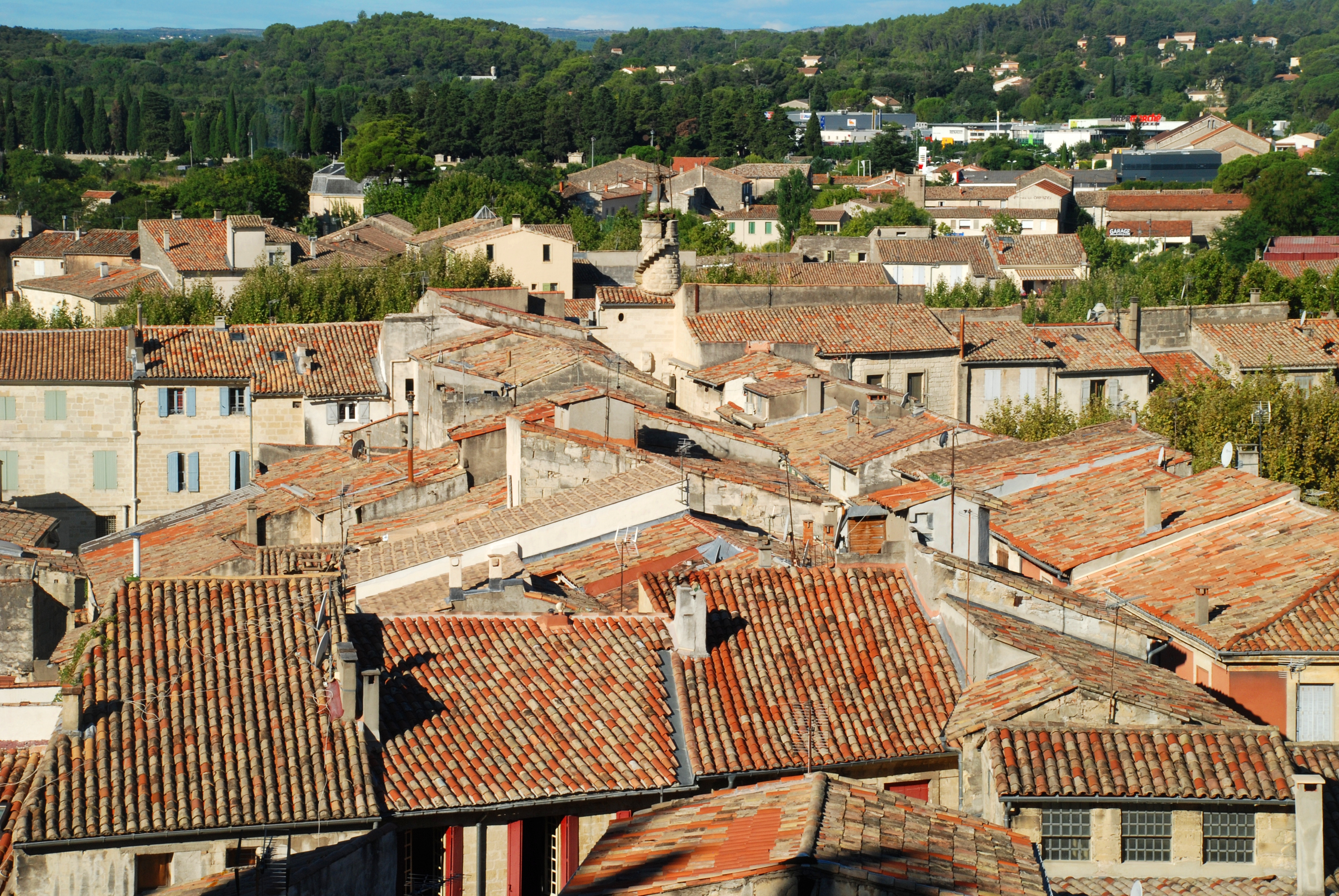
La tourelle du beffroi dominant les toits de la ville, dans l'axe de la rue Marx-Dormoy.

## Historique
Le beffroi, qui daterait du XIIIe ou  XIVe siècle, constituait au Moyen Âge une des deux entrées de la ville médiévale, l'autre étant la porte de la Taillade au sud.
Il possédait un pendant plus modeste à l'autre extrémité du pont romain, la « Gleizette » (effondrée lors d'une violente crue au début du XVIIIe siècle) ainsi que l'atteste le blason de la ville qui y est sculpté tout comme diverses gravures antérieures au XIXe siècle.
Le beffroi fait l’objet d'une inscription à l'Inventaire Supplémentaire des monuments historiques depuis le 27 mars 1926,.

## Architecture

### Le beffroi proprement dit
De plan rectangulaire, le beffroi est édifié en pierres de taille à bossage (pierres de taille avec partie centrale saillante et joints accentués).
Au rez-de-chaussée, il est percé d'une porte de style ogival qui donne accès à la vieille ville et plus particulièrement à la rue Marx-Dormoy.
Cette porte ogivale est surmontée du blason de la ville, qui représente une croix, le pont romain, le beffroi et la « Gleizette », de l'autre côté du pont romain.
Plus haut, la façade est ornée d'une horloge monumentale et de cinq gargouilles en forme de canon portées par des consoles en pierre.
Du côté ville (intra-muros), la façade est ornée d'une horloge monumentale en tous points semblable à celle qui orne le côté extra-muros à ceci près qu'elle est surmontée du millésime 1880. On notera également deux gargouilles en forme de canon ornés de feuilles d'acanthe sur la maison adjacente au beffroi côté intra-muros.

Le beffroi
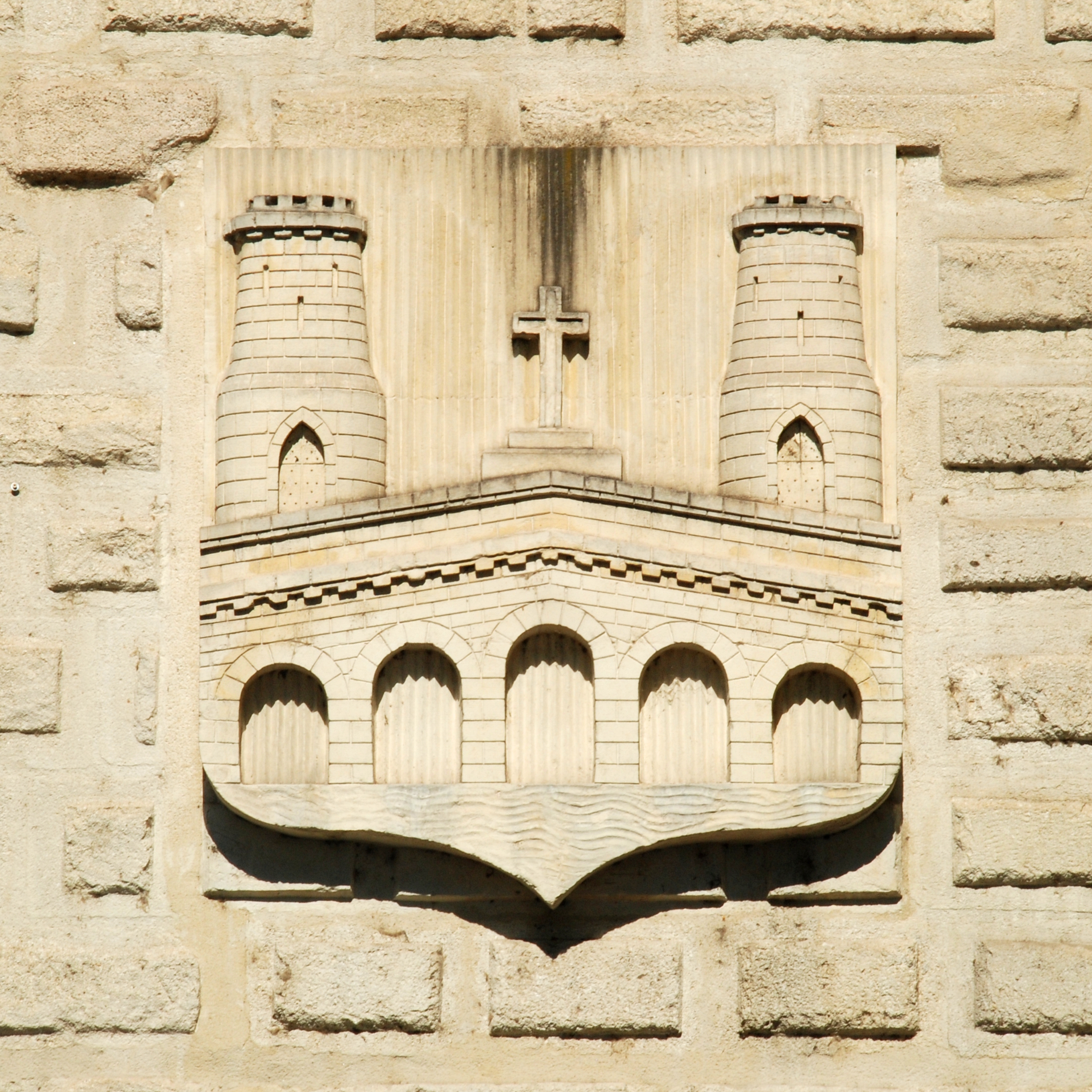
Le blason de la ville représentant le Pont Tibère, le beffroi et la « Gleizette ».
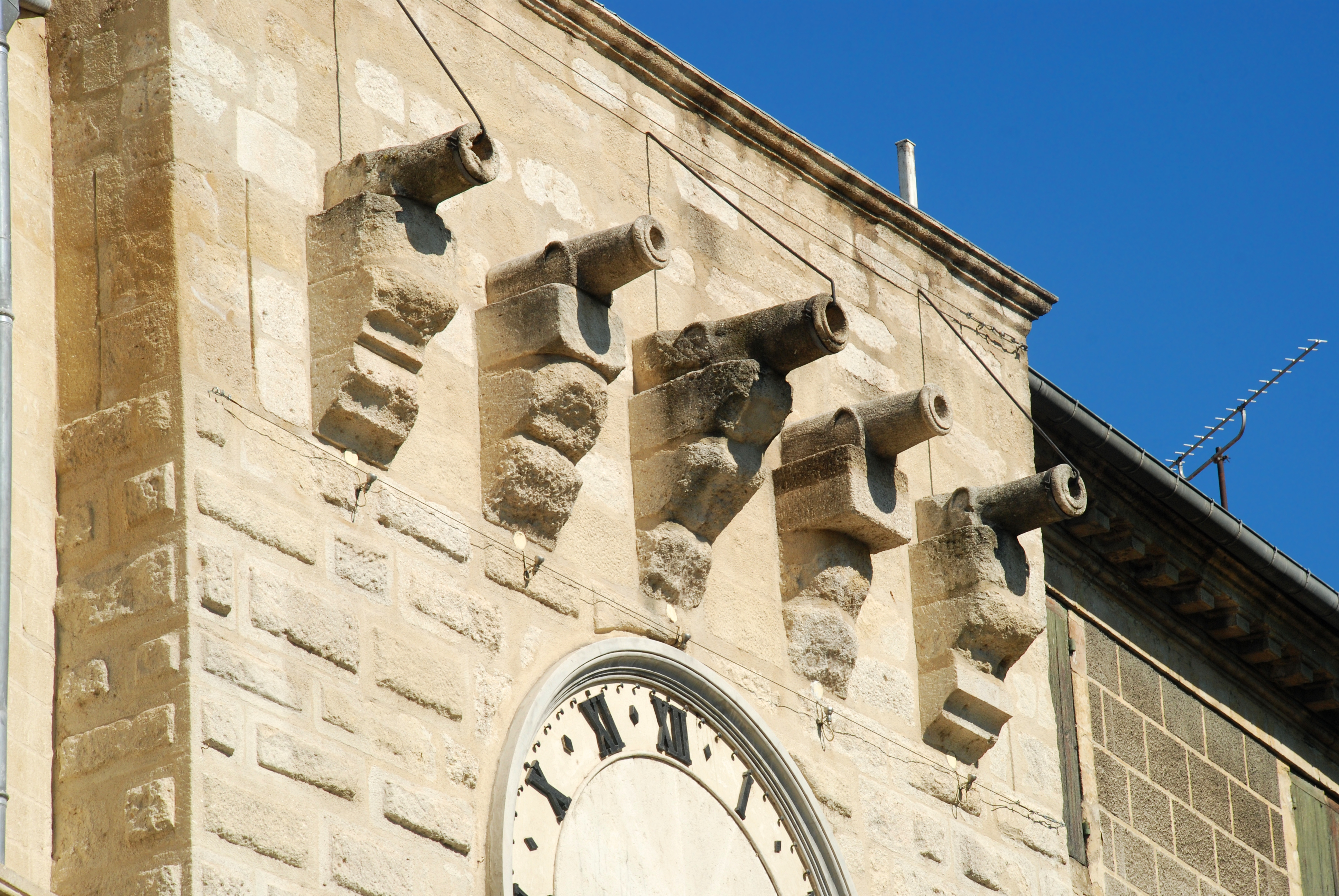
Gargouilles en forme de canon.
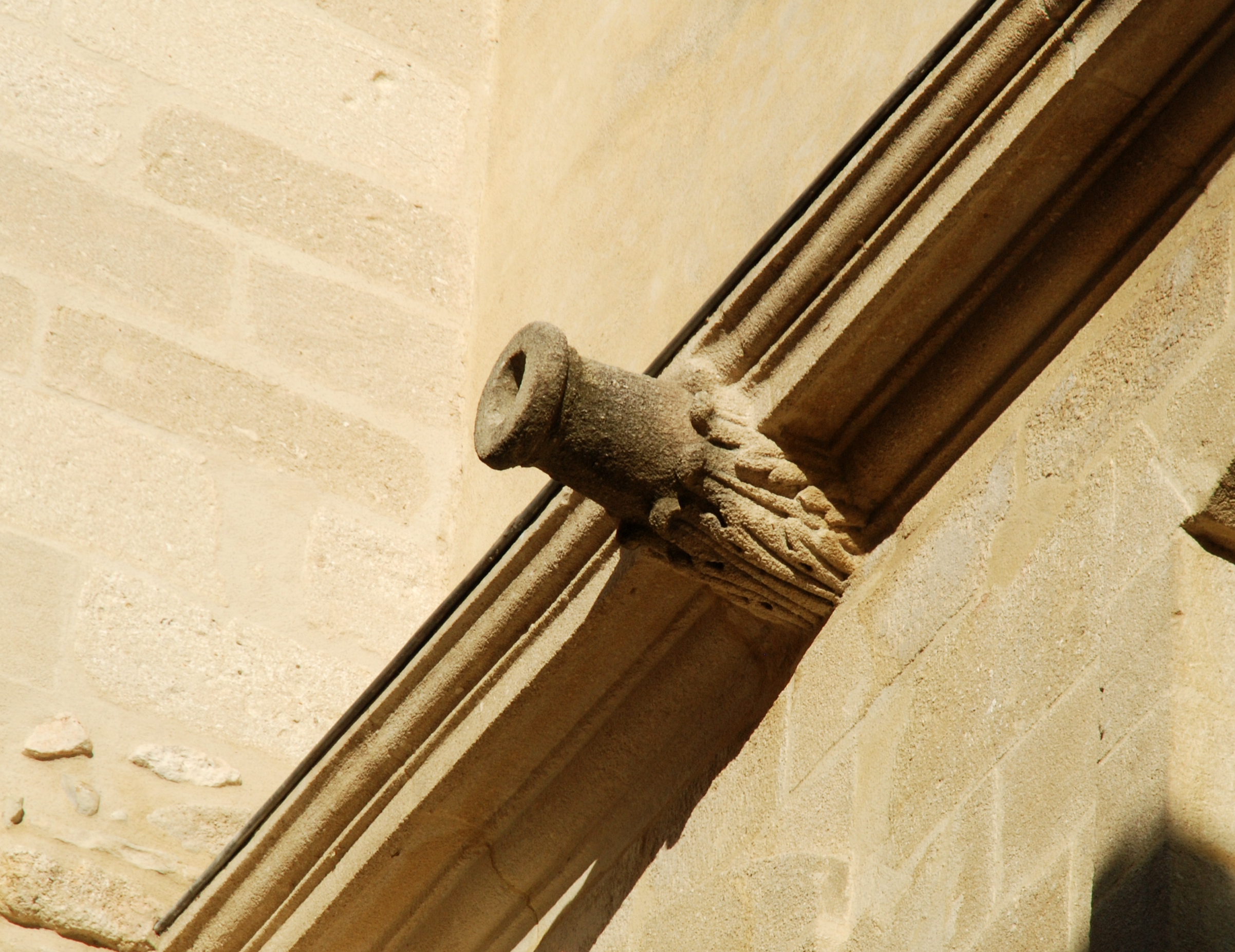
Gargouille en forme de canon ornée de feuilles d'acanthe.

### La porte
La porte de style ogival qui perce le beffroi et donne accès à la ville est équipé d'une puissante herse.
Le passage percé dans le beffroi est couvert d'une voûte d'ogive dont les arêtes retombent sur des culs-de-lampe historiés fort abîmés.
Dans le passage, une porte très étroite donne accès à l'escalier en colimaçon de la tourelle.

La porte
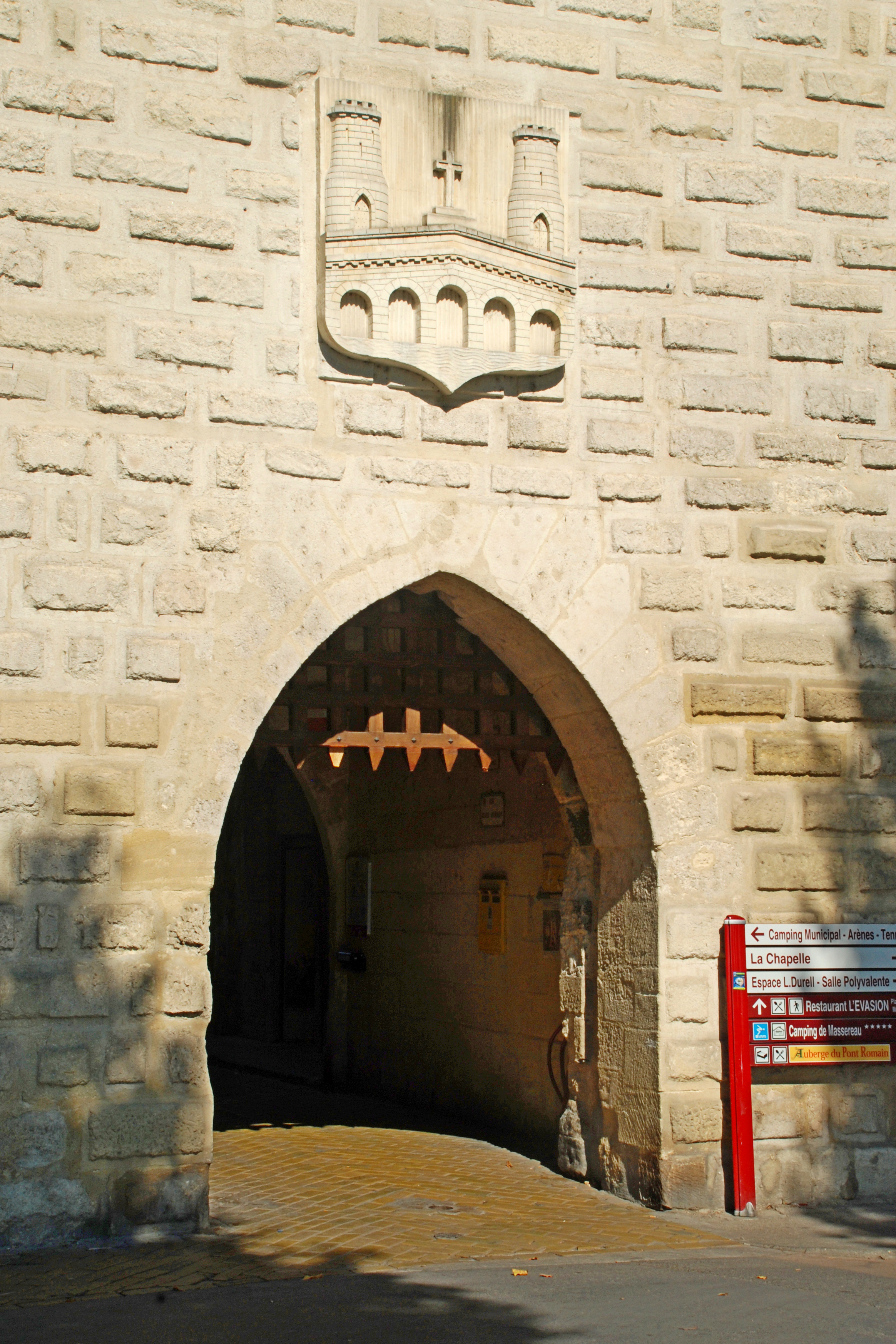
La porte ogivale.
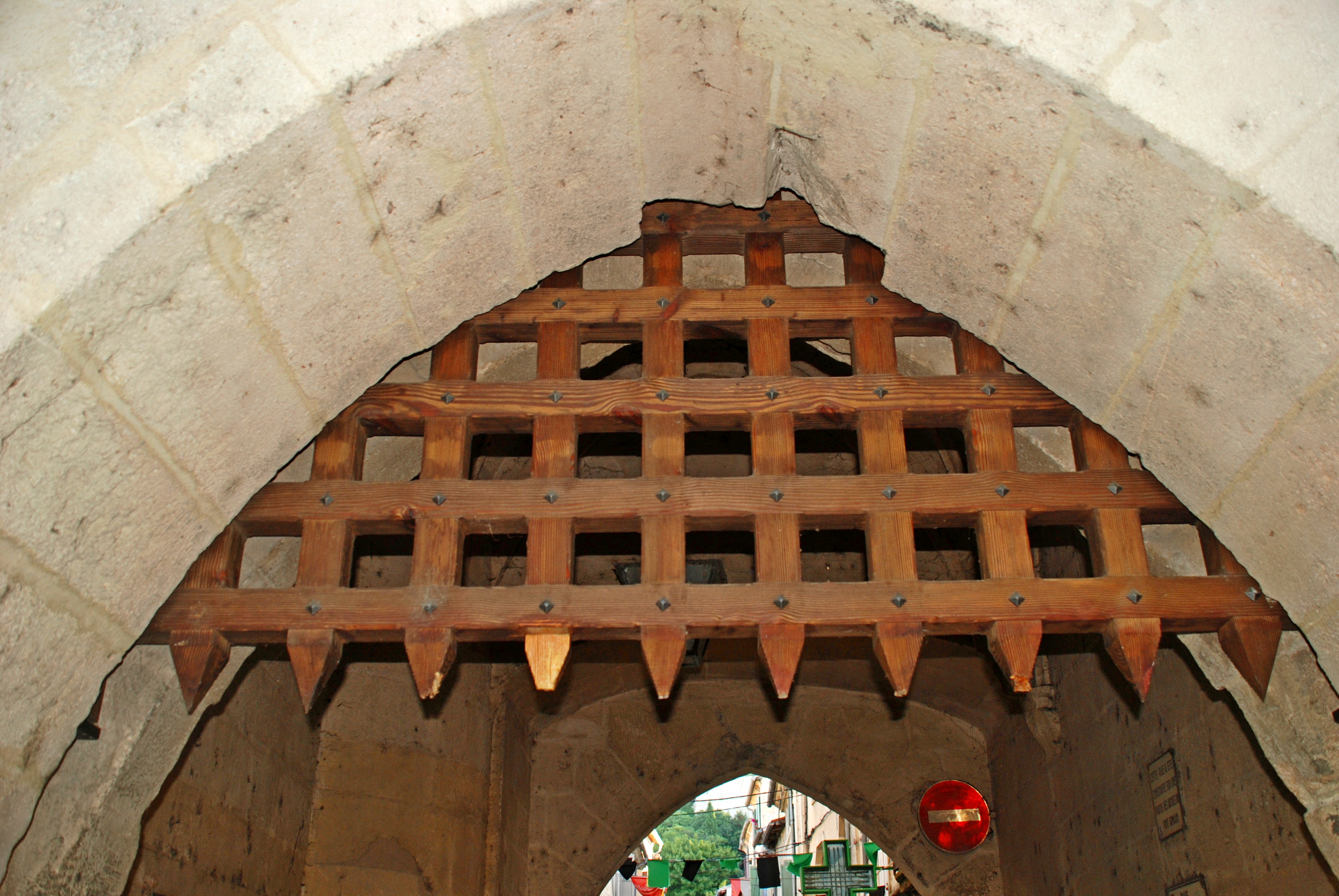
Herse.
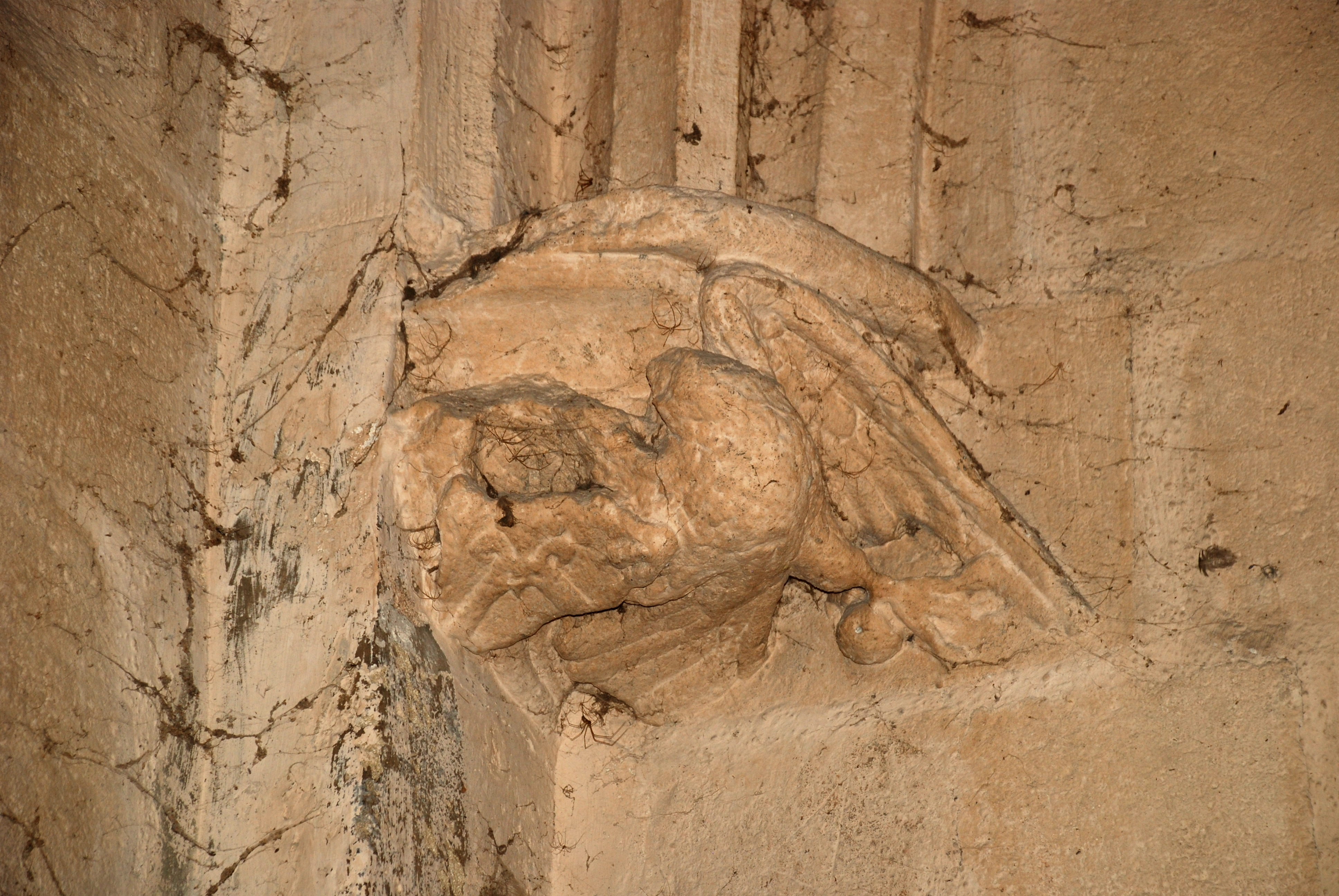
Cul-de-lampe.

### La tourelle
Le beffroi est surmonté d'une tourelle circulaire dotée d'un escalier en colimaçon et couronnée d'un campanile en fer forgé qui porte une cloche de près de 1300 kg datant de 1613, classée à titre objet depuis le 30 novembre 1912. Tombée lors de sa seconde installation en 1657, elle est fêlée, d'où un son « étouffé » très particulier.

La tourelle
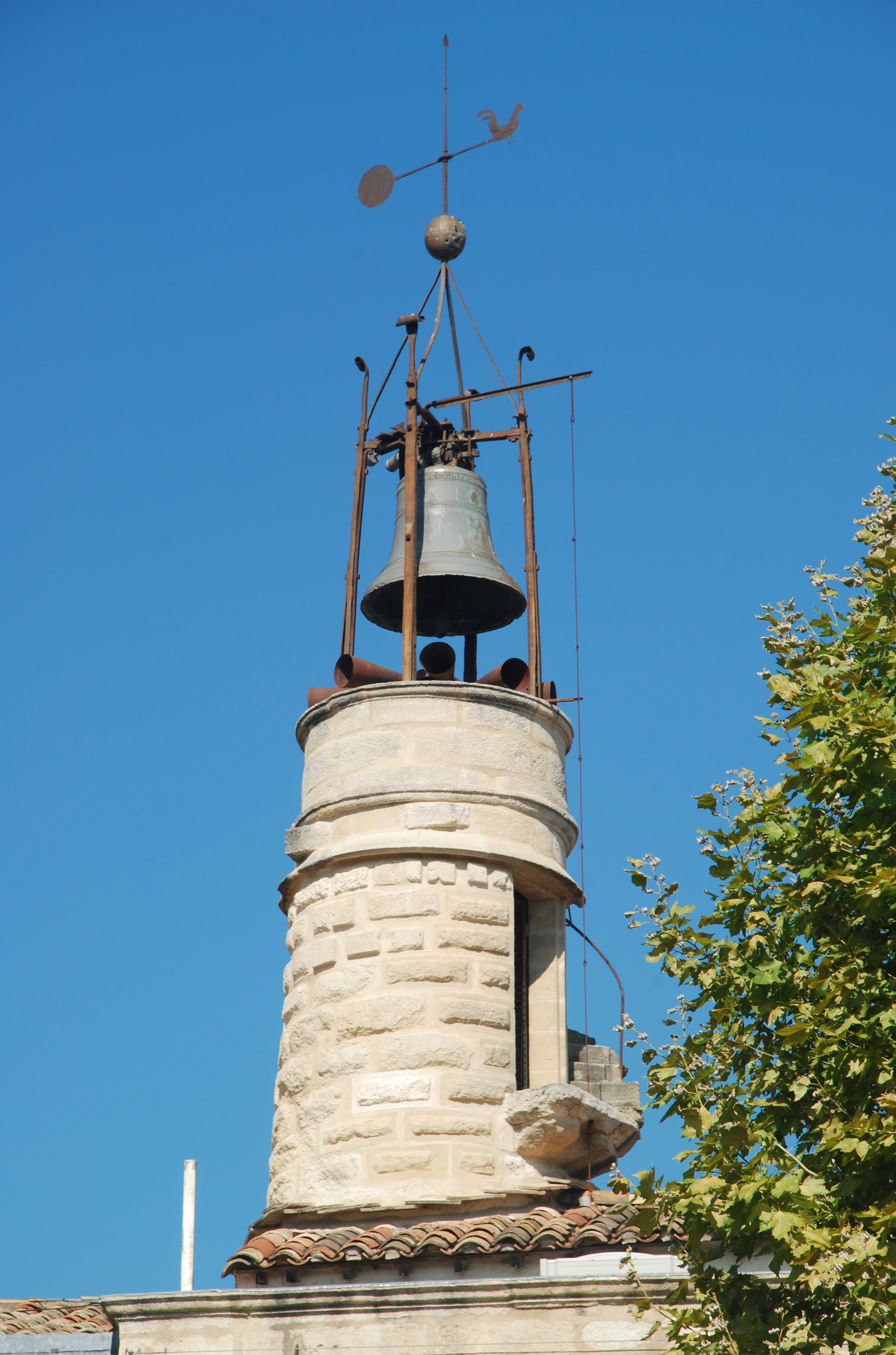
La tourelle vue depuis le pont Tibère.
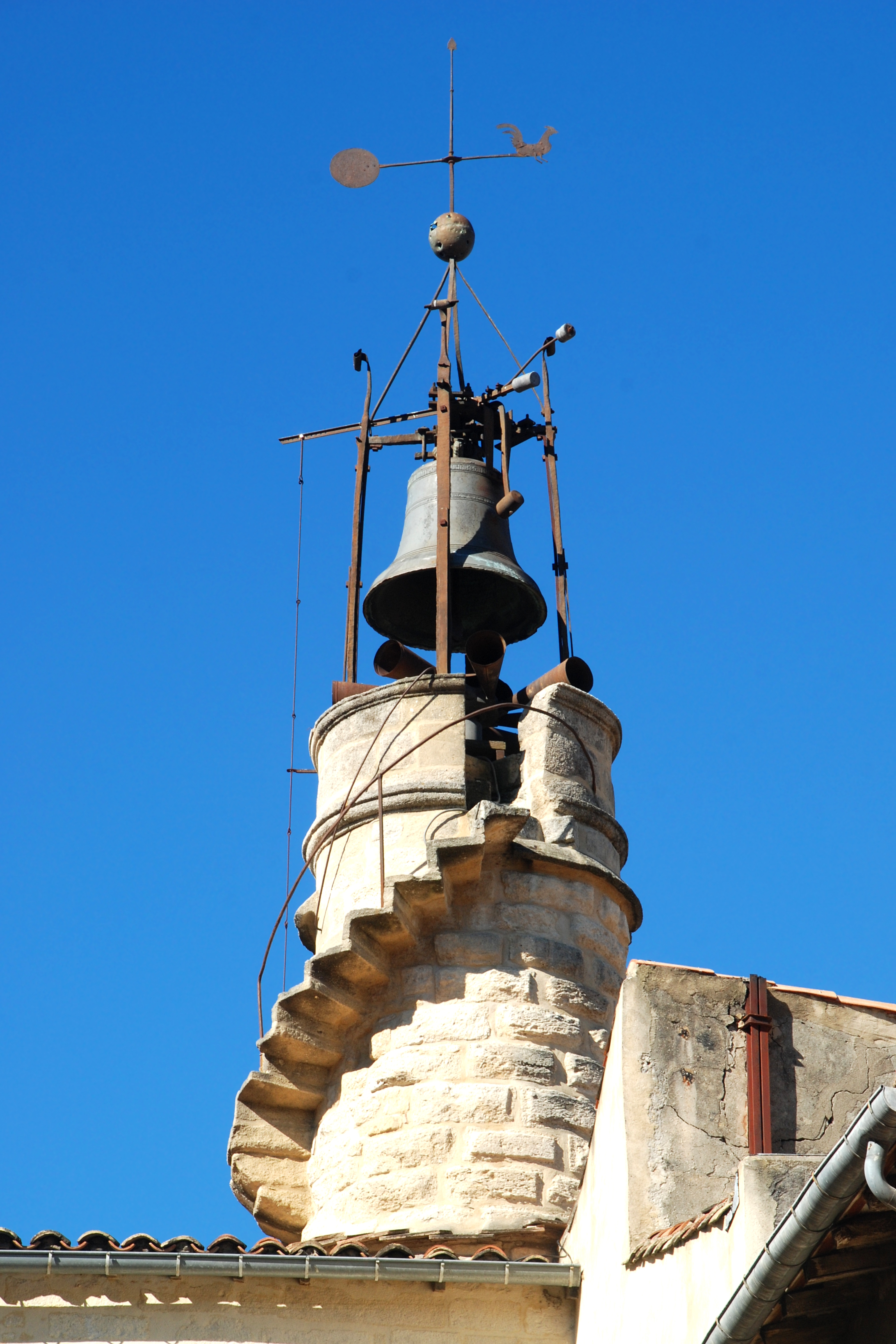
La tourelle vue depuis la rue Marx-Dormoy.